# Weikertschlag (Gemeinde Bad Großpertholz)
Weikertschlag ist eine Ortschaft und eine Katastralgemeinde der Gemeinde Bad Großpertholz im Bezirk Gmünd in Niederösterreich mit 58 Einwohnern (Stand 1. Jänner 2024).

## Geografie
Weikertschlag befindet sich südöstlich von Bad Großpertholz auf einem nach Osten exponierten Hang, unter dem der Hubbach fließt und den Ort zur Lainsitz hin entwässert. Die Ortschaft besteht weiters aus der Rotte Stockmühle, dem Weiler Spiegelhof und der Streusiedlung Leitenhof sowie aus Einzellagen wie Blockhaus, Böhmhäusl, Feldmühle, Hub und Steinhof. 
Am 1. April 2020 umfasste die Ortschaft 31 Adressen.

## Geschichte
Im Jahr 1822 wurde der Ort als Dorf mit 34 Häusern genannt, das nach Bad Großpertholz eingepfarrt war, wohin auch die Kinder eingeschult wurden. Die Herrschaft Großpertholz besaß die Ortsobrigkeit, besorgte die Konskription und hatte die Grundherrschaft inne. Die Landgerichtsbarkeit wurde von der Herrschaft Weitra ausgeübt.
Laut Adressbuch von Österreich waren im Jahr 1938 in der Ortsgemeinde Weikertschlag ein Müller mit Sägewerk und mehrere Landwirte ansässig.

## Siedlungsentwicklung
Zum Jahreswechsel 1979/1980 befanden sich in der Katastralgemeinde Weikertschlag insgesamt 32 Bauflächen mit 13.783 m² und 2 Gärten auf 137 m², und auch 1989/1990 waren es 32 Bauflächen. 1999/2000 war die Zahl der Bauflächen auf 78 angewachsen und 2009/2010 waren es 60 Gebäude auf 88 Bauflächen.

## Landwirtschaft
Die Katastralgemeinde ist forstwirtschaftlich geprägt. 203 Hektar wurden zum Jahreswechsel 1979/1980 landwirtschaftlich genutzt und 233 Hektar waren forstwirtschaftlich geführte Waldflächen. 1999/2000 wurde auf 166 Hektar Landwirtschaft betrieben und 268 Hektar waren als forstwirtschaftlich genutzte Flächen ausgewiesen. Ende 2018 waren 158 Hektar als landwirtschaftliche Flächen genutzt und Forstwirtschaft wurde auf 269 Hektar betrieben. Die durchschnittliche Bodenklimazahl von Weikertschlag beträgt 12,7 (Stand 2010).